# Duitse militaire begraafplaats in Besch
De Duitse militaire begraafplaats in Besch is de grootste militaire begraafplaats in Besch in het Saarland, Duitsland. Op de begraafplaats zijn 1279 Duitse soldaten en 950 soldaten van andere nationaliteiten begraven die tijdens de Tweede Wereldoorlog zijn omgekomen.
De begraafplaats bevindt zich precies op de lijn van de Westwall. De begraafplaats bevindt zich in het midden tussen een bunkerketen van deze Duitse verdedigingslinie. De kruizen bij de ingang staan boven op een ruïne van een bunker.